# Luisa di Thurn und Taxis
Principessa Luisa di Thurn und Taxis (in tedesco: Luisa Mathilde Wilhelmine Marie Maximiliane, Prinzessin von Thurn und Taxis; Castello di Taxis, Dischingen, Regno di Württemberg, 1º giugno 1859 – Sigmaringen, Germania, 20 giugno 1948) fu una principessa di Hohenzollern-Sigmaringen per matrimonio e cognata del Duca Miguel di Braganza e della regina Stefania del Portogallo.

## Biografia
Luisa era la figlia maggiore di Massimiliano Anton Lamoral, Principe Ereditario di Thurn und Taxis e di sua moglie Elena, duchessa in Baviera.

## Matrimonio
Luisa sposò il principe Federico di Hohenzollern-Sigmaringen, quintogenito e figlio minore di Carlo Antonio, Principe di Hohenzollern e di sua moglie, la principessa Giuseppina di Baden, il 21 giugno 1879 a Ratisbona.
La coppia non ebbe figli.

## Titoli
- 1º giugno 1859 - 21 giugno 1879: Sua Altezza Serenissima Principessa Luisa di Thurn und Taxis
- 21 giugno 1879 - 20 giugno 1948: Sua Altezza Serenissima Principessa Luisa di Hohenzollern, principessa di Thurn und Taxis

## Ascendenza
|                                                              |                        |                                               | Genitori                                   |  |  | Nonni |  |  | Bisnonni                                        |  |  | Trisnonni                                     |  |
|                                                              |                        |                                               |                                            |  |  |       |  |  | Carlo Alessandro, V Principe di Thurn und Taxis |  |  | Carlo Anselmo, IV Principe di Thurn und Taxis |  |
|                                                              |                        |                                               |                                            |  |  |       |  |  | Carlo Alessandro, V Principe di Thurn und Taxis |  |  | Carlo Anselmo, IV Principe di Thurn und Taxis |  |
|                                                              |                        | Duchessa Augusta di Württemberg               |                                            |  |  |       |  |  | Carlo Alessandro, V Principe di Thurn und Taxis |  |  |                                               |  |
| Massimiliano Carlo, VI Principe di Thurn und Taxis           |                        |                                               |                                            |  |  |       |  |  | Carlo Alessandro, V Principe di Thurn und Taxis |  |  |                                               |  |
|                                                              |                        | Duchessa Teresa di Meclemburgo-Strelitz       | Carlo II, Granduca di Meclemburgo          |  |  |       |  |  |                                                 |  |  |                                               |  |
|                                                              |                        | Duchessa Teresa di Meclemburgo-Strelitz       | Carlo II, Granduca di Meclemburgo          |  |  |       |  |  |                                                 |  |  |                                               |  |
|                                                              |                        | Duchessa Teresa di Meclemburgo-Strelitz       | Principessa Federica d'Assia-Darmstadt     |  |  |       |  |  |                                                 |  |  |                                               |  |
| Massimiliano Antonio, Principe Ereditario di Thurn und Taxis |                        | Duchessa Teresa di Meclemburgo-Strelitz       |                                            |  |  |       |  |  |                                                 |  |  |                                               |  |
|                                                              |                        | Ernesto, Barone di Dörnberg                   | Pandolphus Ferdinand, Barone di Dörnberg   |  |  |       |  |  |                                                 |  |  |                                               |  |
|                                                              |                        | Ernesto, Barone di Dörnberg                   | Pandolphus Ferdinand, Barone di Dörnberg   |  |  |       |  |  |                                                 |  |  |                                               |  |
|                                                              |                        | Ernesto, Barone di Dörnberg                   | Caroline Dorothea von Löwenstein           |  |  |       |  |  |                                                 |  |  |                                               |  |
| Baronessa Guglielmina di Dörnberg                            |                        | Ernesto, Barone di Dörnberg                   |                                            |  |  |       |  |  |                                                 |  |  |                                               |  |
|                                                              |                        | Wilhelmine Henriette Maximiliane von Glauburg | Friedrich Maximilian von Glauburg          |  |  |       |  |  |                                                 |  |  |                                               |  |
|                                                              |                        | Wilhelmine Henriette Maximiliane von Glauburg | Friedrich Maximilian von Glauburg          |  |  |       |  |  |                                                 |  |  |                                               |  |
|                                                              |                        | Wilhelmine Henriette Maximiliane von Glauburg | Wilhelmine Auguste Caroline von Geismar    |  |  |       |  |  |                                                 |  |  |                                               |  |
| Luisa di Thurn und Taxis                                     |                        | Wilhelmine Henriette Maximiliane von Glauburg |                                            |  |  |       |  |  |                                                 |  |  |                                               |  |
|                                                              | Pio Augusto in Baviera | Guglielmo in Baviera                          |                                            |  |  |       |  |  |                                                 |  |  |                                               |  |
|                                                              | Pio Augusto in Baviera | Guglielmo in Baviera                          |                                            |  |  |       |  |  |                                                 |  |  |                                               |  |
|                                                              | Pio Augusto in Baviera | Maria Anna di Zweibrücken-Birkenfeld          |                                            |  |  |       |  |  |                                                 |  |  |                                               |  |
| Massimiliano Giuseppe in Baviera                             | Pio Augusto in Baviera |                                               |                                            |  |  |       |  |  |                                                 |  |  |                                               |  |
|                                                              |                        | Amalia Luisa di Arenberg                      | Louis-Marie, Duca di Arenberg              |  |  |       |  |  |                                                 |  |  |                                               |  |
|                                                              |                        | Amalia Luisa di Arenberg                      | Louis-Marie, Duca di Arenberg              |  |  |       |  |  |                                                 |  |  |                                               |  |
|                                                              |                        | Amalia Luisa di Arenberg                      | Marie Adélaïde Julie de Mailly             |  |  |       |  |  |                                                 |  |  |                                               |  |
| Duchessa Elena in Baviera                                    |                        | Amalia Luisa di Arenberg                      |                                            |  |  |       |  |  |                                                 |  |  |                                               |  |
|                                                              |                        | Massimiliano I Giuseppe di Baviera            | Federico Michele di Zweibrücken-Birkenfeld |  |  |       |  |  |                                                 |  |  |                                               |  |
|                                                              |                        | Massimiliano I Giuseppe di Baviera            | Federico Michele di Zweibrücken-Birkenfeld |  |  |       |  |  |                                                 |  |  |                                               |  |
|                                                              |                        | Massimiliano I Giuseppe di Baviera            | Maria Francesca del Palatinato-Sulzbach    |  |  |       |  |  |                                                 |  |  |                                               |  |
| Ludovica di Baviera                                          |                        | Massimiliano I Giuseppe di Baviera            |                                            |  |  |       |  |  |                                                 |  |  |                                               |  |
|                                                              |                        | Carolina di Baden                             | Carlo Luigi di Baden                       |  |  |       |  |  |                                                 |  |  |                                               |  |
|                                                              |                        | Carolina di Baden                             | Carlo Luigi di Baden                       |  |  |       |  |  |                                                 |  |  |                                               |  |
|                                                              |                        | Carolina di Baden                             | Amalia d'Assia-Darmstadt                   |  |  |       |  |  |                                                 |  |  |                                               |  |
|                                                              |                        | Carolina di Baden                             |                                            |  |  |       |  |  |                                                 |  |  |                                               |  |